# Carl Sundt-Hansen
Carl Frederik Sundt-Hansen (30. januar 1841 i Stavanger – 27. august 1907 sammesteds) var en norsk/dansk genremaler.
Sundt-Hansen var søn af stadshauptmand Lauritz Wilhelm Hansen, chef for firmaet Ploug & Sundt i Stavanger, og Elisa Margrethe født Sundt, besøgte Kunstakademiet i København fra 1859-60, rejste derpå til Düsseldorf og blev elev af den bekendte genremaler Benjamin Vautier. Efter nogle års ophold i sidstnævnte by rejste Sundt-Hansen til Paris, hvor han forblev i to år, opholdt sig dernæst omtrent en halv snes år dels i Christiania (1869-72), dels i Stockholm (1872-80), tog fra 1883 fast bopæl i København og erhvervede dansk indfødsret 1888. Han har vundet et anset navn ved sine genrebilleder, der udmærker sig ikke blot ved en fortrinlig tegning og en glimrende teknik, men tillige ved den psykologiske behandling af det valgte emne. Derfor vakte også hans Begravelse om Bord med hele sin rige skala af alvor og medfølelse hos skibets besætning berettiget opsigt på Forårsudstillingen 1891. Dette Billede findes nu på Stadt-Museum i Danzig. Af andre fremragende arbejder må nævnes Lensmandsarresten i det norske Nationalgalleri og Konfrontationen i Stockholms Nationalmuseum. Sundt-Hansen var Medlem af Fria konsternas Akademi i Stockholm og siden 1889 af Kunstakademiet i København.

## Note
1. ↑   Dansk statsborger 1.3.1889 ifølge Kunstindeks Danmark & Weilbachs kunstnerleksikon

## Ekstern henvisning
- Carl Sundt-Hansen på Kunstindeks Danmark/Weilbachs Kunstnerleksikon